# Vaixell

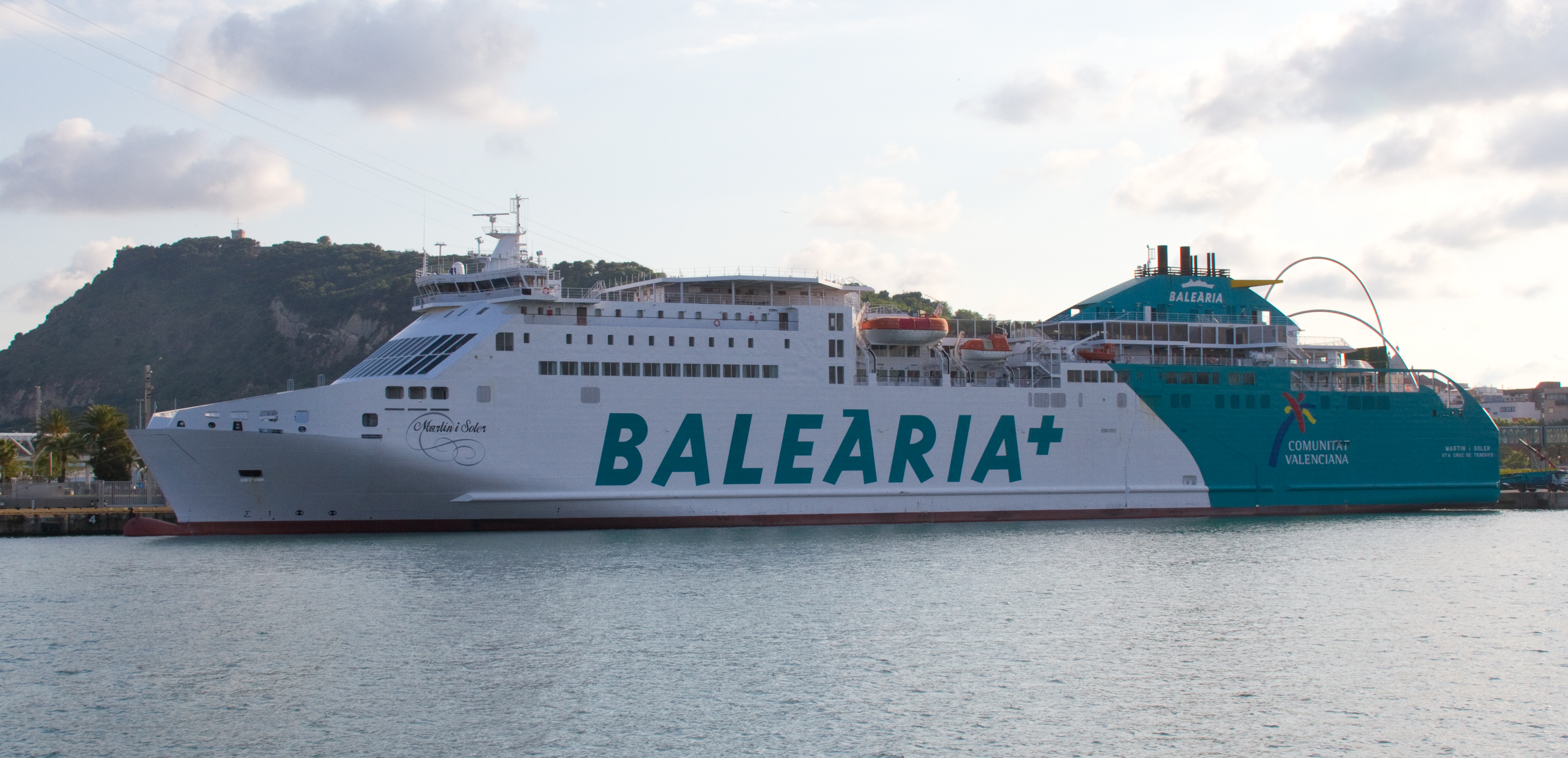
Transbordador Martin i Soler, utilitzat en la ruta entre Barcelona i les Illes Balears.

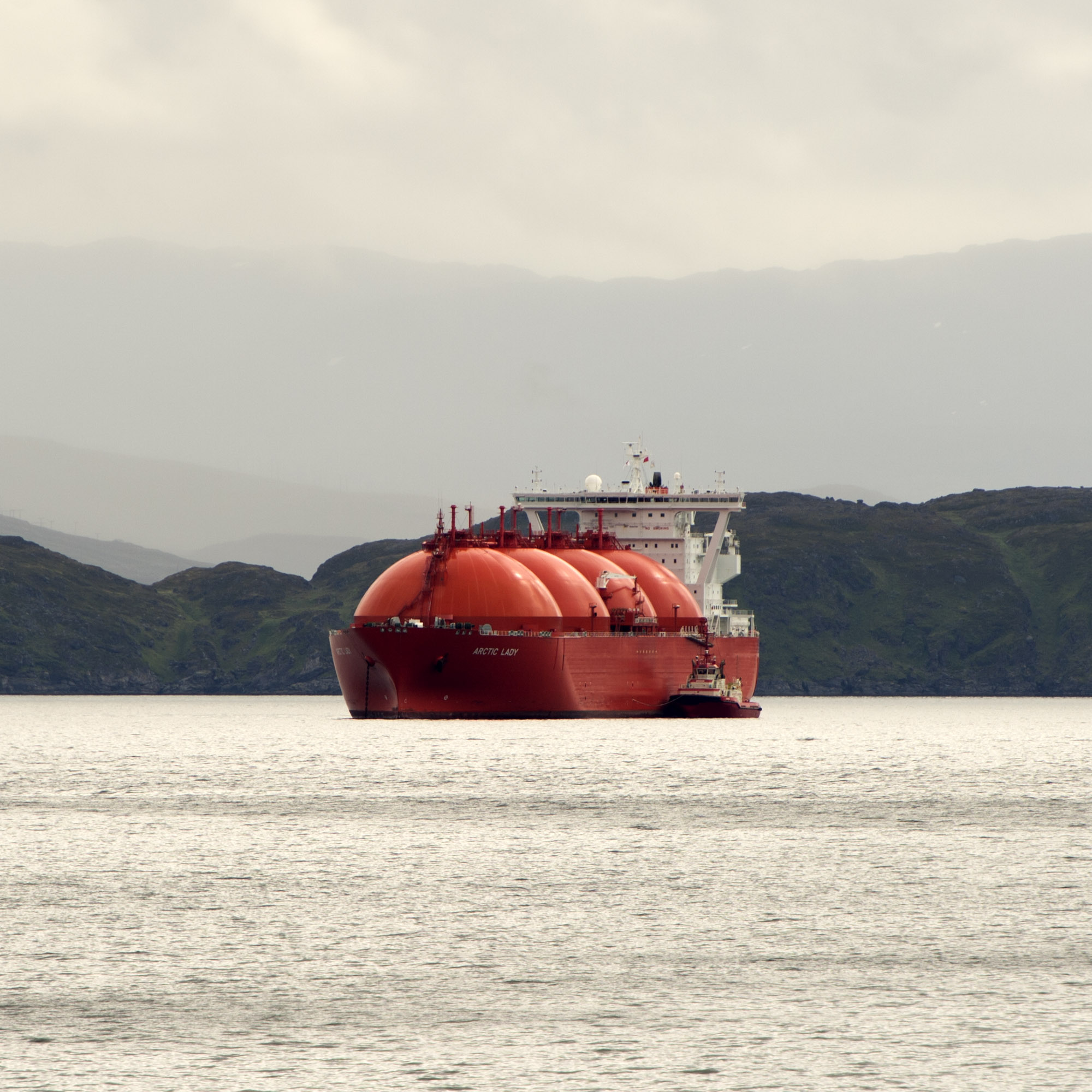
Metaner, vaixell especialitzat en el transport de gas natural.

Un vaixell, una nau o un navili, un bastiment (ant. fusta, lleny i altres) és una embarcació que per dimensions, construcció i equipament és capaç de fer navegacions llargues per mars, llacs o rius o de realitzar-hi: transport de mercaderies o passatgers, pesca, rescat, etc. Els vaixells es diferencien de les barques per la major capacitat de càrrega o de transport de passatgers i per la gran autonomia del sistema de propulsió, que l'habilita per a viatges de llarga distància. Els vaixells s'han utilitzat des de l'antiguitat amb per al comerç, exploració i missions militars, era el mitjà de transport més útil per les càrregues pesants a causa de la dificultat del transport terrestre. En l'actualitat són un mitjà essencial per al transport de mercaderies i pel comerç internacional.
Hi ha vaixells de molts tipus, amb característiques de disseny diferents, adequades a les funcions a les quals van destinades. Alguns exemples destacats són els següents:
- El transatlàntic RMS Titànic, famós vaixell de passatgers enfonsat el 1912, tenia una gran capacitat de passatgers i d'instal·lacions de luxe.
- El portaavions USS Enterprise (CV-6), vaixell de guerra utilitzat àmpliament per la marina dels Estats Units durant la Segona Guerra Mundial.

## Història

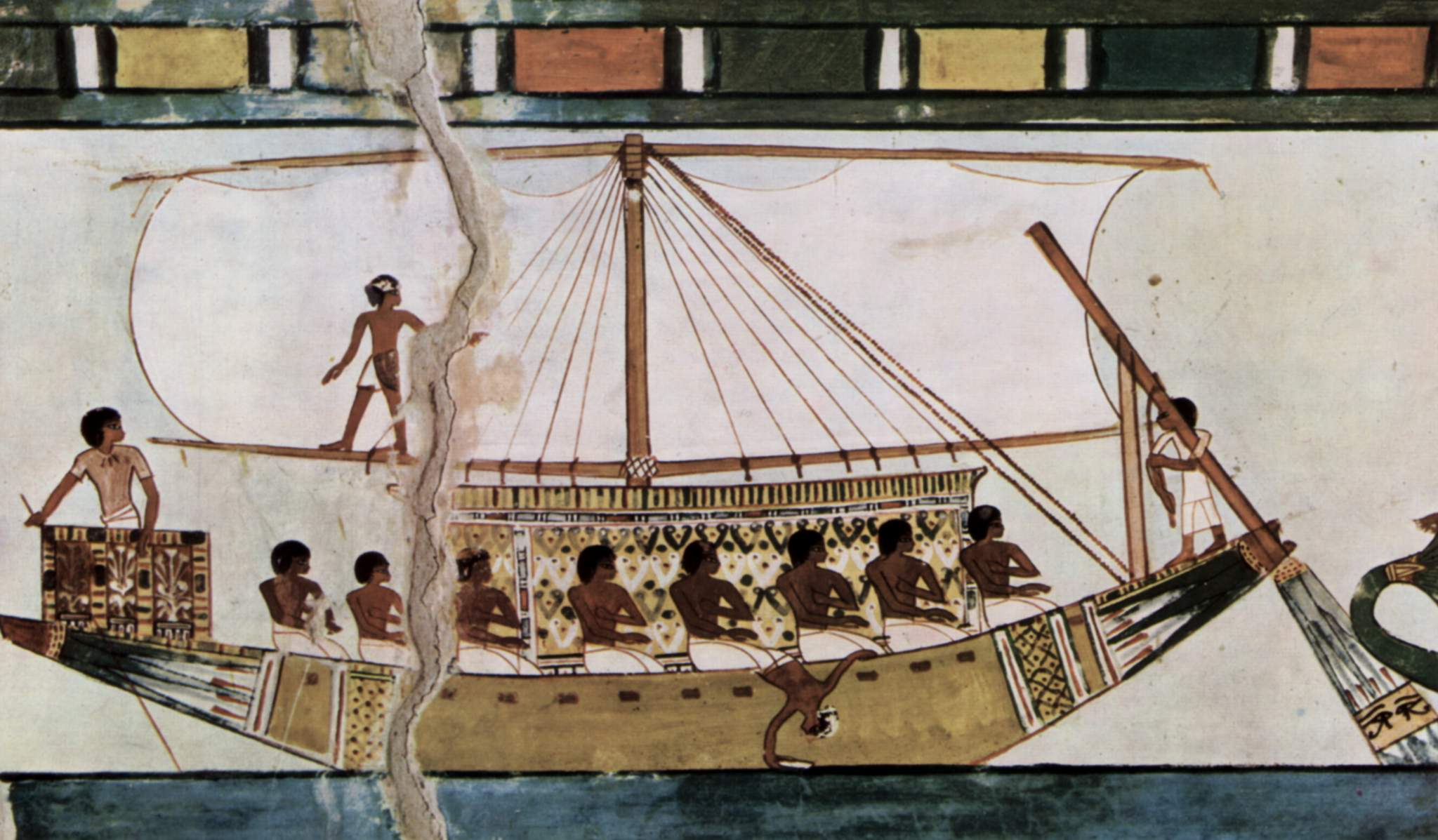
Pintura d'un vaixell a la tomba egípcia de Menna, datada entre el 1422 i el 1411 aC.

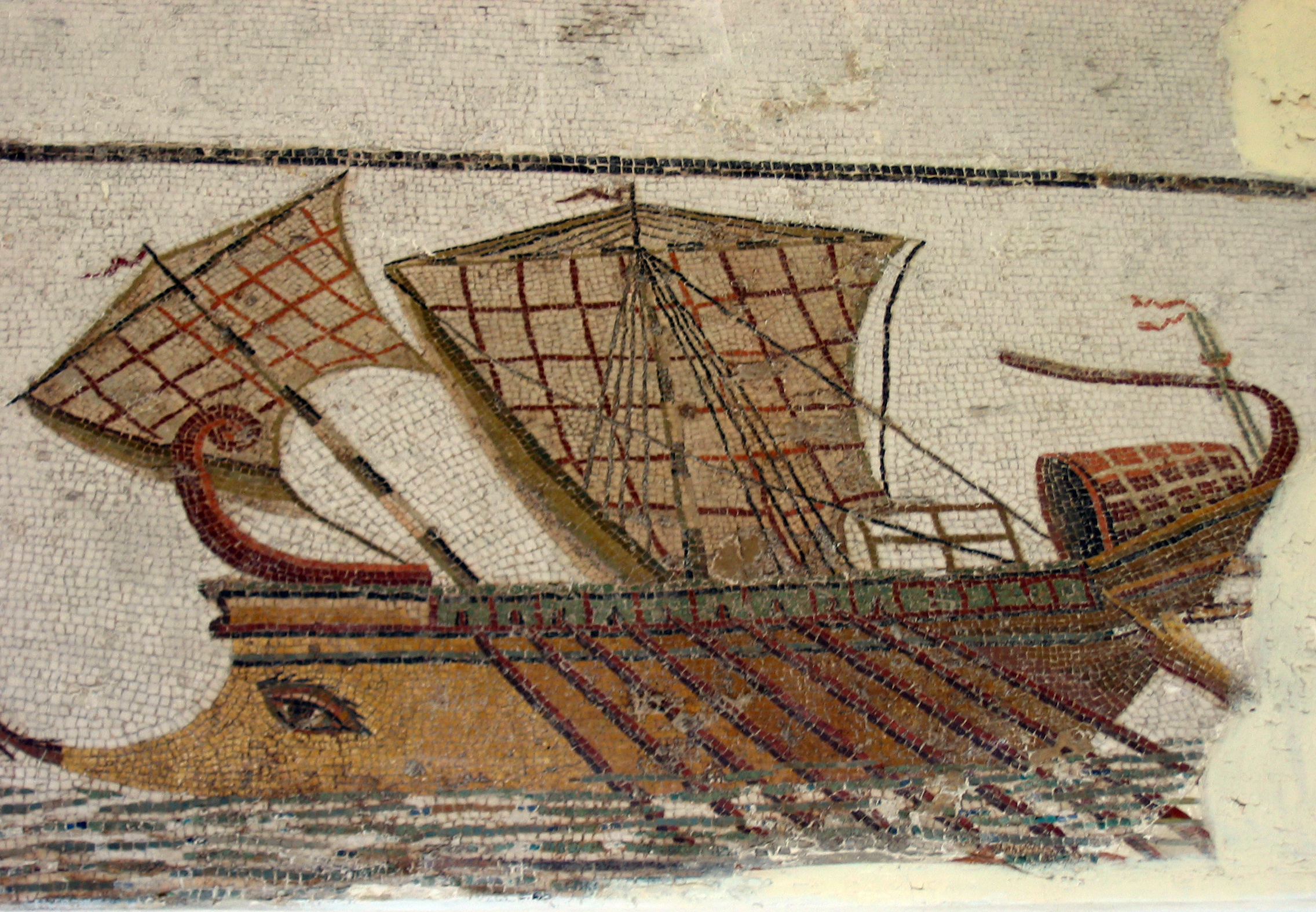
Una trirrem romana en un mosaic de Cartago, Museu del Bardo de Tunis.

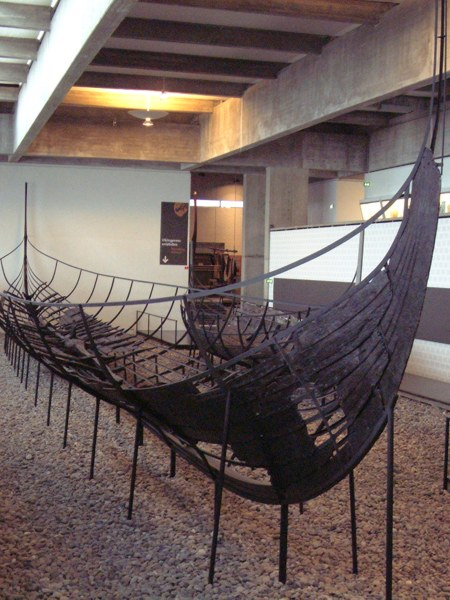
Restes del buc d'un vaixell viking exposat al Vikingeskibsmuseet (Museu de vaixells vikings) de Roskilde.

### Prehistòria i antiguitat
La història dels vaixells és paral·lela a la de la humanitat. Les primeres embarcacions conegudes es remunten al Neolític, fa uns deu mil anys. Aquestes primeres naus tenien una capacitat limitada: podien moure's sobre l'aigua, però això era tot. Eren utilitzades principalment per a la caça i pesca. Les canoes monòxils més antigues trobades sovint eren tallades a partir de troncs de coníferes amb eines de pedra simples.
Vers l'any 3000 aC, a l'antic Egipte ja coneixien la tècnica d'engalzar planxes de fusta per construir el buc dels vaixells. Feien servir tires de teixits per mantenir junts els taulons i papir o herba embotida per a segellar les juntes. L'historiador i geògraf grec Agatàrquides ha documentat la utilització de vaixells al Nil pels primers egipcis: «Durant el pròsper període de l'Imperi Antic, entre els segles 30 i 25 aC, les fluvials del Nil es van mantenir en ordre, i els vaixells egipcis navegaven pel Mar Roig fins al país de la mirra.»El primer vaixell de qual es coneix el nom data del 2613 aC: l'«Elogi de les dues terres» del faraó del quarta dinastia Snefru, fet de fusta de cedre.
Els primers navegants van començar a utilitzar pells d'animals o teixits com veles. Fixades a la part superior d'un pal, aquestes veles van ampliar l'àmbit d'acció. Això va permetre als homes exploracions més llunyanes.Per exemple, fins a l'Oceania fa prop de tres mil anys.
A l'Àsia oriental, durant l'època de la dinastia Zhou es van desenvolupar tecnologies com la del timó muntat a la popa, i durant la dinastia Han una flota naval ben cuidada era un element fonamental de la força militar. Durant la dinastia Ming, al segle xv, el diplomàtic i explorador Zheng He va reunir una de les flotes més grosses i poderoses del món. A Corea, durant el segle xvi, es va desenvolupar el vaixell Tortuga, el primer vaixell cuirassat.
Al voltant del 2000 aC, la civilització minoica de l'illa de Creta s'havia convertit en una potència naval i exercia un control efectiu de l'est de la Mediterrània. Se sap que l'antiga Núbia i el Regne d'Axum comerciaven amb l'Índia. Hi ha proves que vaixells procedents del nord-est d'Àfrica van establir rutes comercials amb l'Índia, Núbia i fins i tot amb Pèrsia, Himyar i Roma. El Regne d'Axum era conegut pels antics grecs per tenir ports marítims per als vaixells procedents de Grècia i el Iemen. En altres parts de la Banya d'Àfrica, el papir Periple de la Mar Eritrea (Περίπλους τὴς Ἐρυθράς Θαλάσσης) informa que el poble somalí comerciava a través dels ports del nord, com Zeila i Berbera, amb productes com l'encens i d'altres articles amb els habitants de la península d'Aràbia molt abans de l'arribada de l'islam, així com amb l'Egipte controlat per l'Imperi Romà.
Gradualment els fenicis i els grecs van esdevenir mestres de la navegació marítima, explorant i colonitzant la Mediterrània amb vaixells trirrems. Al voltant de l'any 340 aC, el navegant grec Píteas, de la colònia de Massàlia (l'actual Marsella), es va aventurar a travessar l'estret de Gibraltar i va vorejar la costa gal·la fins a arribar a Gran Bretanya. En el decurs del segle ii aC, Roma va destruir Cartago i va passar a sotmetre els regnes hel·lens de la Mediterrània oriental, de manera que aconseguí un domini complet del mar Mediterrani, que anomenaven Mare Nostrum, com que va esdevenir un mar envoltat pel territori romà. El navegant grec Eudoxe de Cízic va navegar per l'oceà Índic el 118 aC. Amb uns tres-cents vaixells fent cada any la ruta entre l'Imperi Romà i l'Índia, el volum d'intercanvis va arribar a ser de 300.000 tones anuals.
Abans de la introducció de la brúixola, el mètode principal de navegació al mar fou la navegació astronòmica. A la Xina, les primeres versions de la brúixola magnètica es van utilitzar entre el 1040 i el 1117. La brúixola marina, que utilitzava una agulla giratòria en una caixa seca, es va inventar a Europa vers l'any 1300.
El poble suahili tenia diversos ports importants al llarg de la costa de l'Àfrica Oriental i el Gran Zimbabwe, que tenien amplis contactes comercials amb Àfrica central, i també amb la costa de Kilwa.
Se sap pels historiadors que, en el seu apogeu, l'Imperi de Mali va construir una gran flota naval en temps de l'emperador Gongo Mūsà a finals del segle xiii i principis del segle xiv. Algunes fonts àrabs descriuen el qual es podria considerar com el primer viatge a Amèrica per la flota de Mali el 1311, gairebé 200 anys abans de Colom.

### El Renaixement
Fins al Renaixement, la tecnologia de navegació va evolucionar poc; era relativament primitiva. Aquesta absència d'avanç tecnològic no va impedir que algunes civilitzacions esdevinguessin potències marítimes. Els exemples inclouen les repúbliques marítimes de Gènova i Venècia, la Lliga Hanseàtica, la marina comercial catalana i la marina romana d'Orient. Els vikings van utilitzar els seus knarrs i drakars per explorar Amèrica del Nord, per comerciar a la mar Bàltica i per a saquejar moltes de les regions costaneres d'Europa occidental.

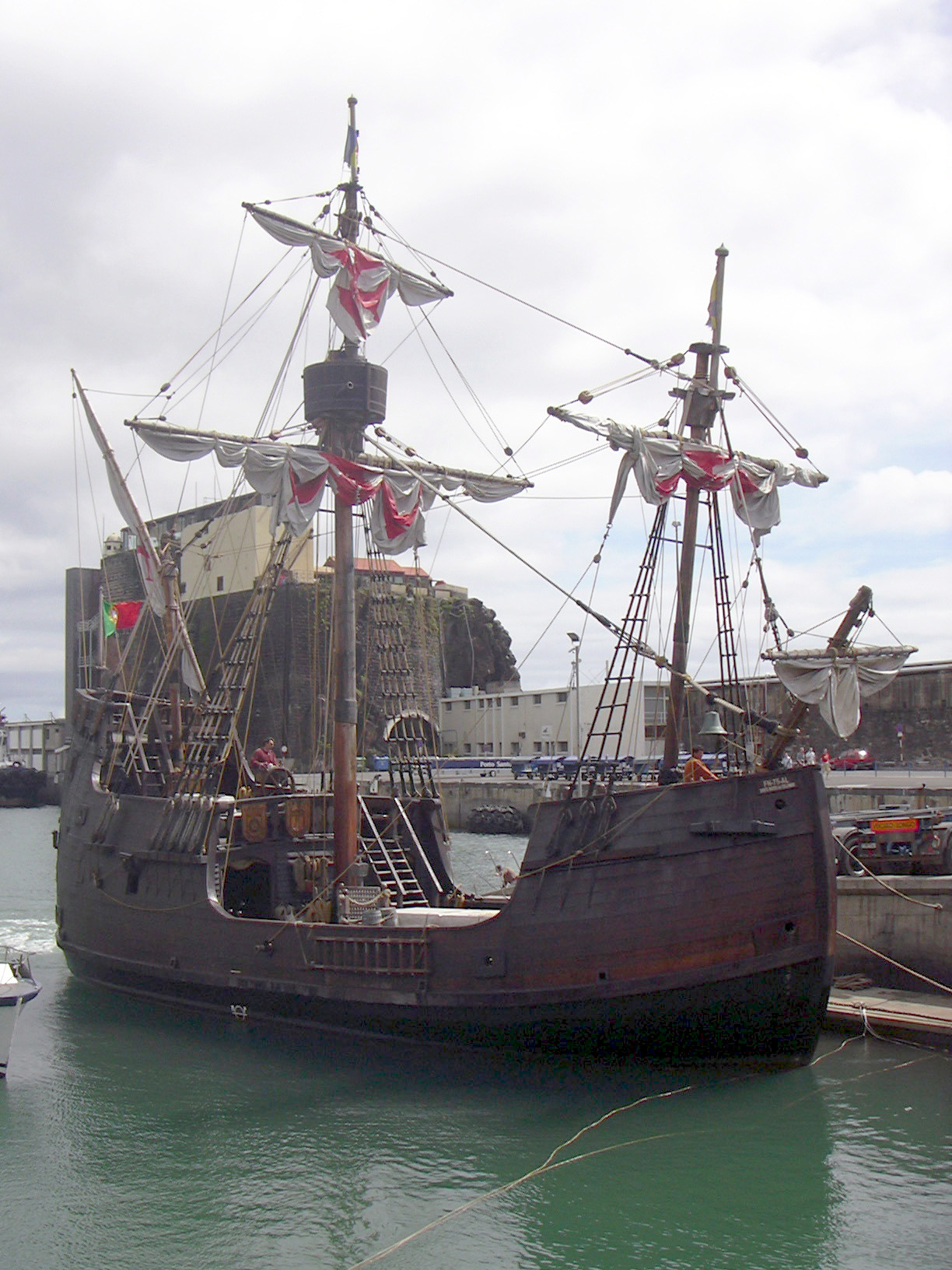
Rèplica de la nau Santa Maria al port de Funchal.

A finals del segle xiv, embarcacions com la nau van començar a incorporar castells a la proa i a la popa. Aquestes construccions, que al principi s'aixecaven molt per sobre del nivell de la coberta, van comportar una disminució de l'estabilitat del vaixell. Al segle xv la caravel·la, que podia navegar contra el vent, es va convertir en el vaixell més utilitzat. Aquest augment de francbord que van proporcionar els castells va permetre altres innovacions com els embornals i l'artilleria associada amb ells.
Al segle xvi es va generalitzar la utilització del francbord i dels embornals amb l'aparició de vaixells com els galions, on el castell de proa es redueix i retrocedeix una mica, cosa que fa la proa més lleugera i que facilita la maniobrabilitat. El 1588 els avenços en la maniobrabilitat i en la potència de foc introduïts als vaixells anglesos van contribuir de manera important a la derrota del que els espanyols van anomenar Armada Invencible.
A l'Àsia, els vaixells es van desenvolupar de manera paral·lela a Europa. El Japó va utilitzar tècniques de defensa naval durant la invasió mongol del 1281. És probable que els mongols de l'època aprofitessin les tècniques de construcció naval d'europeus i asiàtics. Al Japó, durant el període Sengoku, del segle xv fins al xvii, la gran lluita per la supremacia feudal es va lliurar, en part, entre flotes costaneres de centenars d'embarcacions, incloent-hi els vaixells de guerra anomenats atakebune.
La nau i la caravel·la es van desenvolupar a la península Ibèrica. Després de Cristòfor Colom, l'exploració europea es va accelerar i es van establir moltes noves rutes comercials. El 1498, Vasco da Gama va demostrar que es podia accedir a l'oceà Índic des de l'Atlàntic a través del cap de Bona Esperança, arribant a l'Índia a través d'aquella ruta. Aquestes exploracions a l'Atlàntic i l'Índic van ser seguides aviat per França, Anglaterra i els Països Baixos, que van explorar les rutes del comerç espanyol i portuguès a l'oceà Pacífic, arribant a Austràlia el 1606 i a Nova Zelanda el 1642. El 1650, les Províncies Unides (República neerlandesa) eren una potència naval important, en disposar de 16.000 vaixells mercants. Al segle xvii exploradors neerlandesos com Abel Tasman van explorar les costes d'Austràlia, mentre que al segle xvii va ser l'explorador anglès James Cook qui va dibuixar el mapa de gran part de la Polinèsia.

### Especialització i modernització

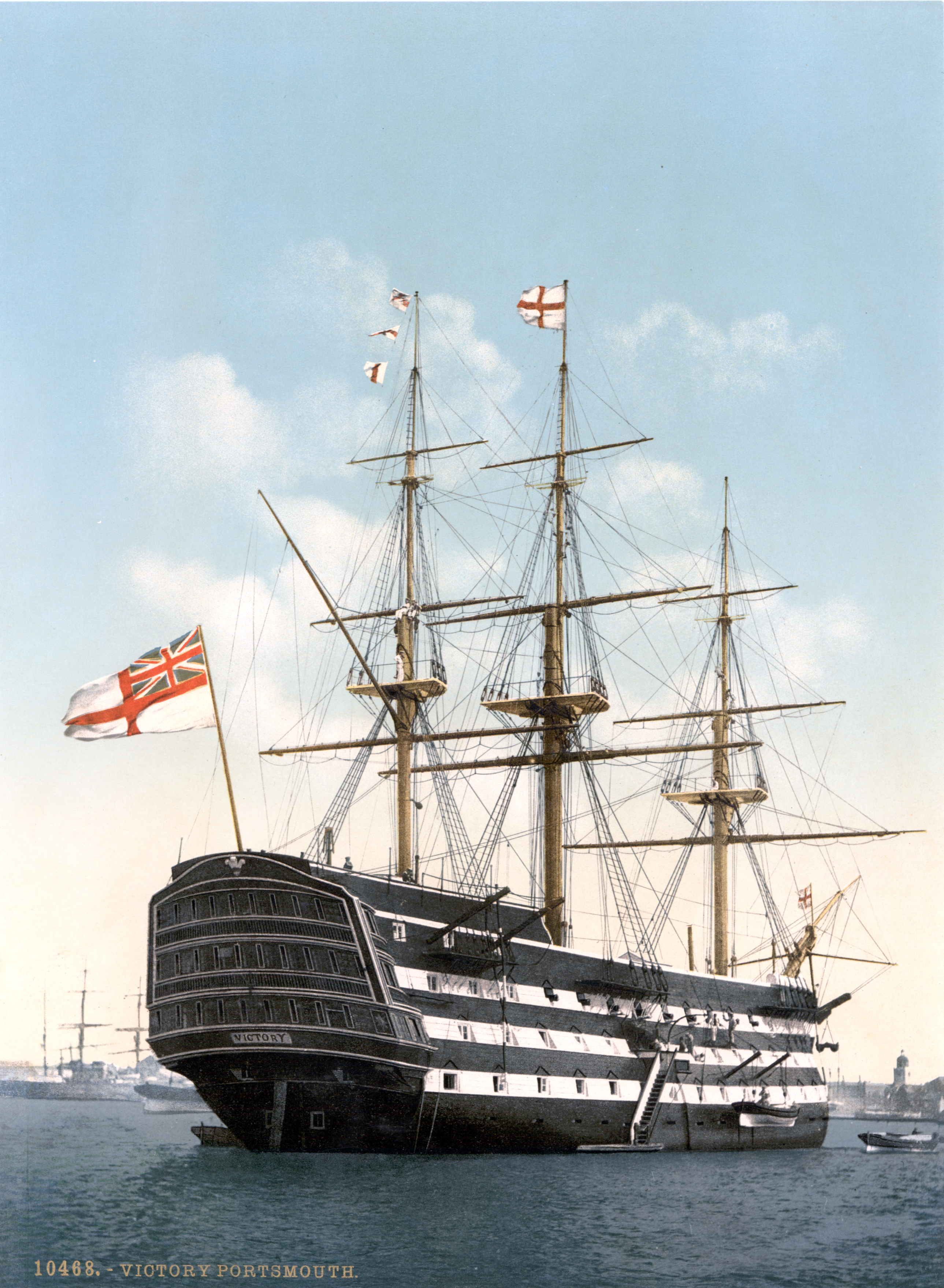
El navili de línia HMS Victory a Portsmouth l'any 1900.

Durant el període comprès entre l'antiguitat i el Renaixement, paral·lelament als vaixells de guerra, també es van desenvolupar vaixells per a la pesca i el comerç. El comerç marítim es va veure impulsat pel desenvolupament d'empreses navilieres amb importants recursos financers.
Les gavarres de rius i canals, remolcades per animals de tir per un camí de sirga adjacent, van competir amb el ferrocarril fins més enllà dels primers temps de la Revolució Industrial. La xalana o xelandrí, de fons pla i flexible i amb la proa i la popa arrodonides també ha estat àmpliament utilitzada per al transport fluvial i portuari de càrregues petites. El desenvolupament del comerç va anar de la mà del progrés de les exploracions, que s'autofinançaven amb els beneficis comercials que reportaven.
Durant la primera meitat del segle xviii, la Marina francesa va començar a desenvolupar un nou tipus de vaixell, conegut com a navili de línia, dotat amb setanta-quatre canons. Aquest tipus de vaixell es va convertir en l'element principal de totes les flotes de guerra europees. Aquestes naus feien 56 metres de longitud, portaven una tripulació d'uns 800 mariners i soldats i calia uns 2.800 roures i 40 quilòmetres de corda per a construir-lo.
Durant el segle xix, la Royal Navy va fer complir la prohibició del comerç d'esclaus, va reprimir la pirateria, i va continuar ampliant el mapa del món. El clíper va ser un veler molt ràpid del segle xix. Només va caure en desús com a embarcació comercial amb la introducció del vaixell de vapor i l'obertura dels canals de Suez i de Panamà.
El disseny dels vaixells es va mantenir sense canvis importants fins a finals del segle xix. La revolució industrial, nous mètodes de propulsió mecànica, i la capacitat de construir-ne de metall va provocar una explosió en el disseny dels vaixells. Factors com ara la recerca de vaixells més eficients, la fi dels llargs i costosos conflictes marítims i l'augment de la capacitat financera de les potències industrials van crear una allau de noves embarcacions especialitzades. Es van començar a construir vaixells per a funcions completament noves com l'extinció d'incendis, el rescat o la investigació.
En vista de tot això, la classificació dels vaixells segons la funció pot ser difícil. Fins i tot l'ús de les classificacions funcionals molt àmplies, com ara la pesca, el comerç, usos militars o l'exploració no seria adequada per a classificar la majoria dels vaixells antics. Aquesta dificultat s'incrementa perquè els termes s'apliquen tant a vaixells antics com a models nous, i sovint els vaixells moderns tenen poc en comú amb els seus predecessors.
El 2017 es va crear el primer vaixell que funciona amb un motor elèctric. Era un vaixell de transport de mercaderies xinès que podia viatjar 50 milles marines a vuit milles per hora. L'empresa inventora fou la Companyia Internacional de Vaixells de Guangzhou.

## Classificació i tipologia de vaixell

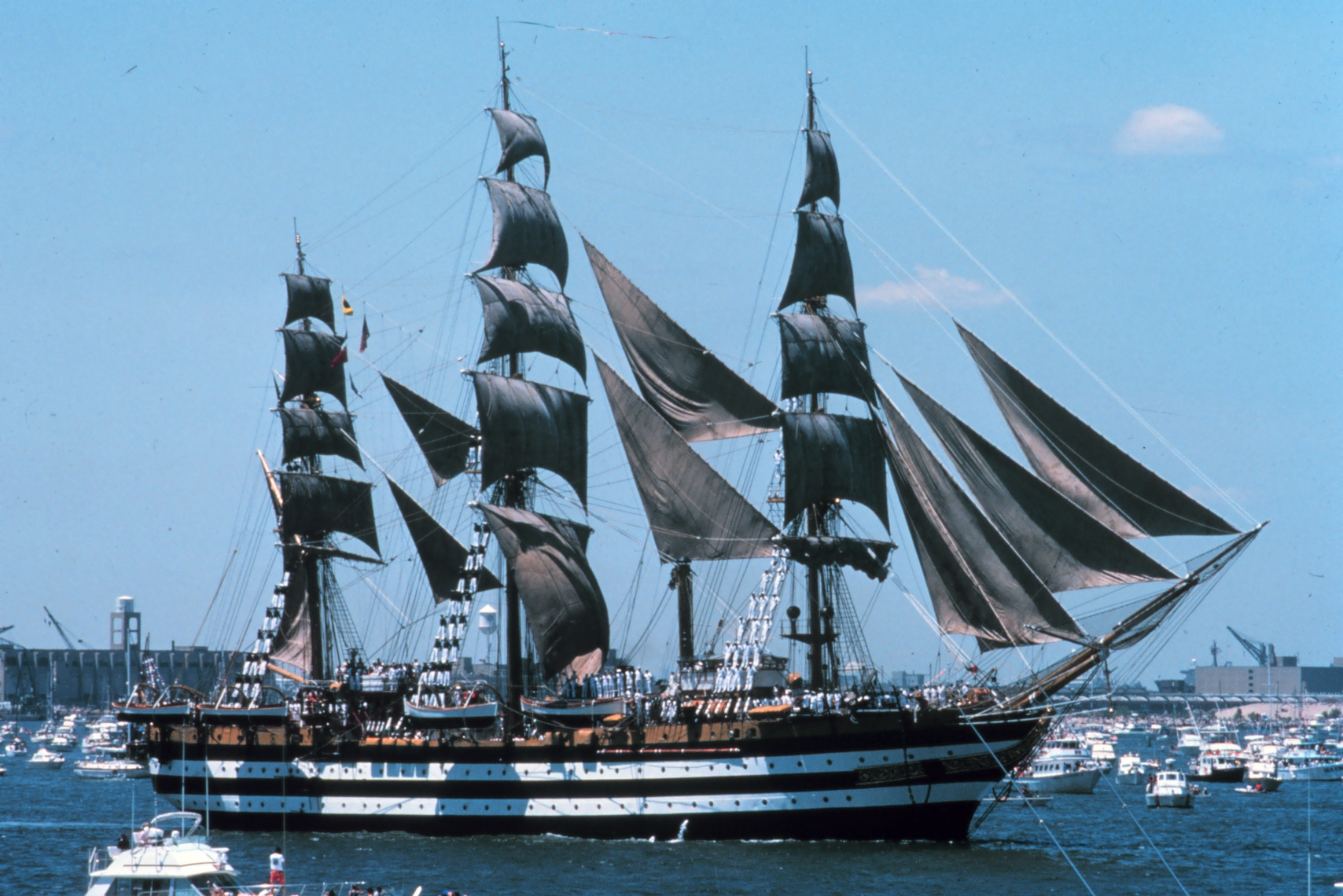
Un vaixell de vela italià, l'Amerigo Vespucci

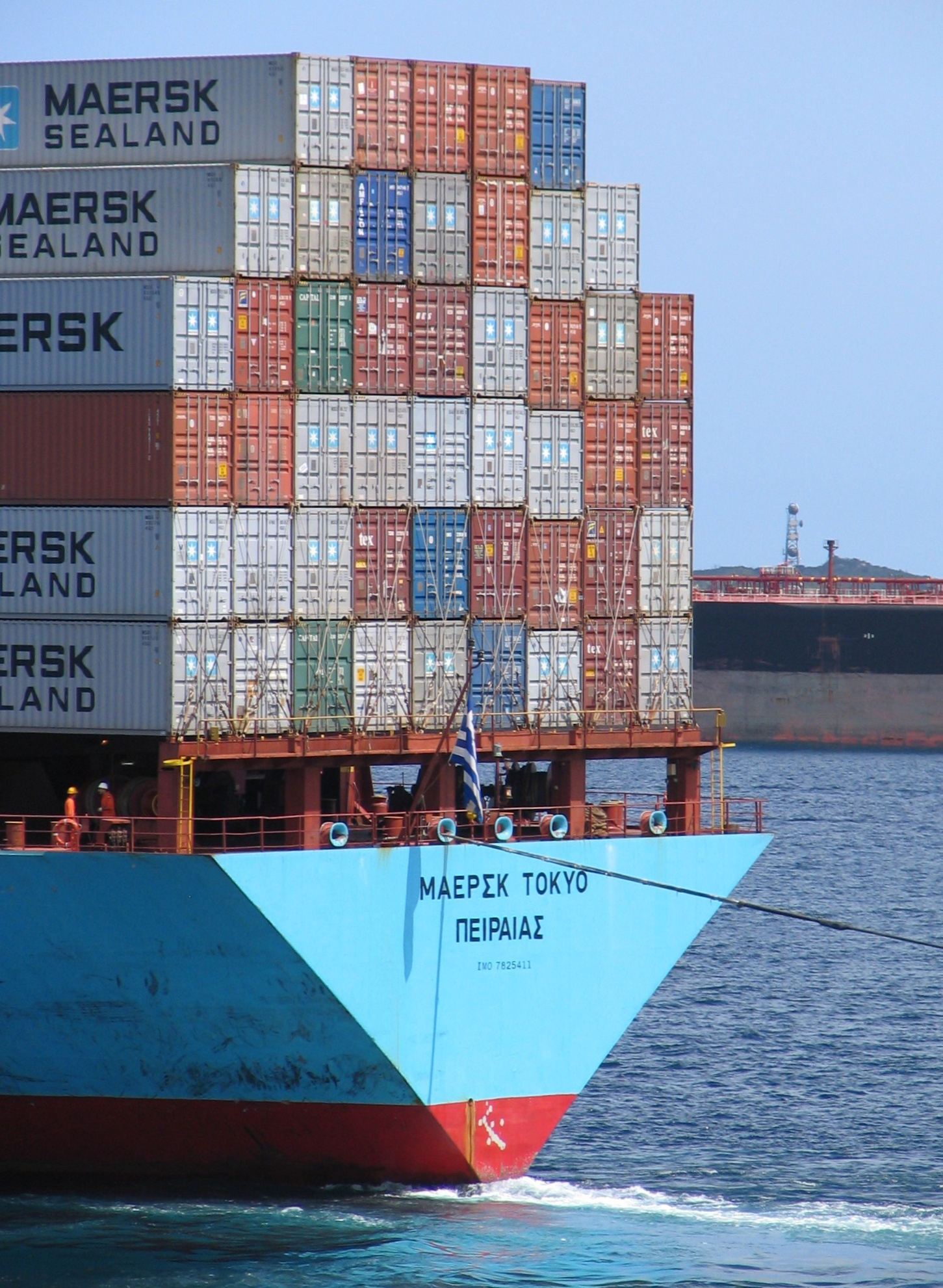
Un vaixell portacontenidors sortint del port de Sydney.

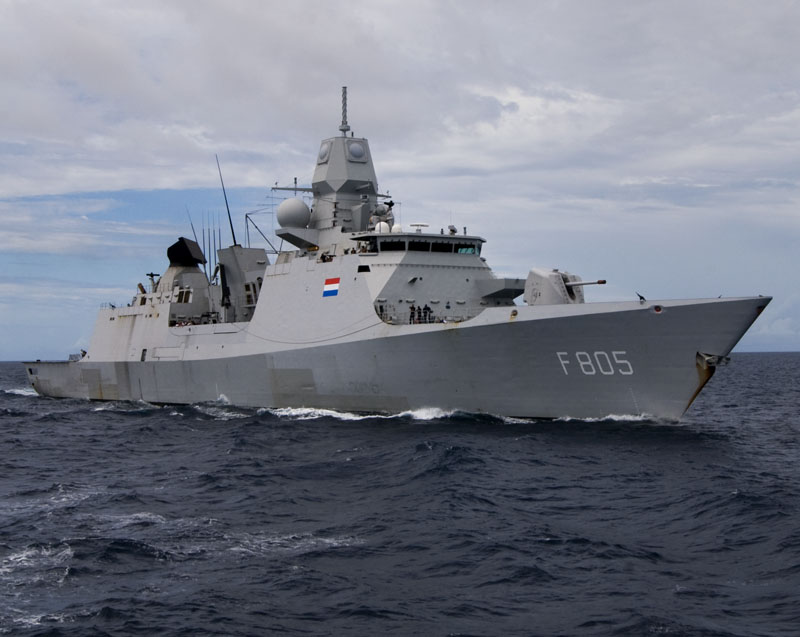
Fragata, vaixell de guerra lleuger, Eversten de la marina holandesa.

Els vaixells són difícils de classificar, especialment perquè hi ha molts criteris possibles que es poden utilitzar per fer-ho. Una primera classificació es basaria en el tipus de propulsió utilitzada, i ens permetria agrupar els vaixells en dos grans grups els velers i els vaixells de motor. Els velers són vaixells que només compten amb la propulsió que proporcionen el seu velam, mentre que l'altre grup inclouria tots els que disposen d'un motor mecànic com a propulsor, també els velers que incorporen un motor auxiliar.
Altres sistemes de classificació existents utilitzen criteris com per exemple:
- El nombre de bucs, tenim monobucs, catamarans, trimarans, etc.
- La forma i la mida poden donar categories com vela lleugera, vaixells amb quilla, trencagels, etc.
- El material de construcció utilitzat: acer, alumini, fusta, fibra de vidre o plàstic.
- El tipus de propulsió: humà, mecànic, velam.
- L'època d'aparició: trirrems de l'antiga Grècia, Galions del segle xvi...
- L'origen geogràfic, molts vaixells són associats a regions concretes, com per exemple el junc de la Xina o la pinaça del nord d'Europa.
- El fabricant, la sèrie o la classe.

### Vaixells de passatgers
Poden ser d'esbarjo, vaixells particulars que són propietat d'una persona qualsevol i aquesta persona pot fer-ne l'ús que en vulgui; transbordadors o ferris vaixells que s'usen per a transportar viatgers d'un indret a un altre, són de línia regular, poden transportar vehicles i el seu viatge és de menys de 24 hores; o creuers, vaixells per a fer recorreguts més llargs on els viatges són de més de 24 hores, normalment d'una setmana, i van aturant-se en diferents llocs per a poder visitar les ciutats on para.

### Vaixells de càrrega
Destinats al transport de càrrega i mercaderies, n'hi ha de diversos tipus en funció de la càrrega i característiques. Per exemple un vaixell de càrrega a granel transporta productes sòlids sense envasar, com els cereals, la fusta, ciment, etc. Mentre que un vaixell ro-ro està especialitzat en càrrega horitzontal amb vehicles, remolcs o camions. Els portacontenidors són els encarregats de transportar els contenidors on es guarden les mercaderies de port en port. Els petroliers transporten petroli i altres derivats del petroli.

### Vaixells de guerra
Són vaixells pertanyents a la força naval d'un país que són utilitzats per a la defensa o l'atac des del mar. Normalment van equipats amb diferents classes d'armaments, des de canons i càrregues de profunditat a míssils i aeronaus. N'hi ha diferents tipus, segons l'ús específic a què són destinats: fragates, cuirassats, creuers, portaavions, destructors, etc. Els submarins, encara que poden anar per sota l'aigua, també es consideren vaixells.

### Vaixells de pesca
Són també vaixells particulars que s'usen per a pescar aliment en forma de peix i marisc. N'hi ha de dos tipus: els bous, que són els vaixells que pesquen de dia i fan servir una tècnica d'arrossegament o ròssec amb xarxa per a pescar els peixos; i els teranyines, que pesquen de nit i fan servir un gran focus de llum molt potent per atraure els peixos a la superfície de l'aigua i poder-los pescar.

## Arquitectura
Alguns dels components típics dels vaixells són presents sigui quina sigui la mida o el propòsit, tots tenen algun tipus de buc i algun sistema de propulsió, que pot anar des dels rems fins a un reactor nuclear. La majoria dels vaixells tenen algun tipus de sistema de direcció. Altres característiques són comunes, però no universals, com per exemple els compartiments, la bodega, una superestructura, i equips com ara àncores i cabrestants.

### Buc

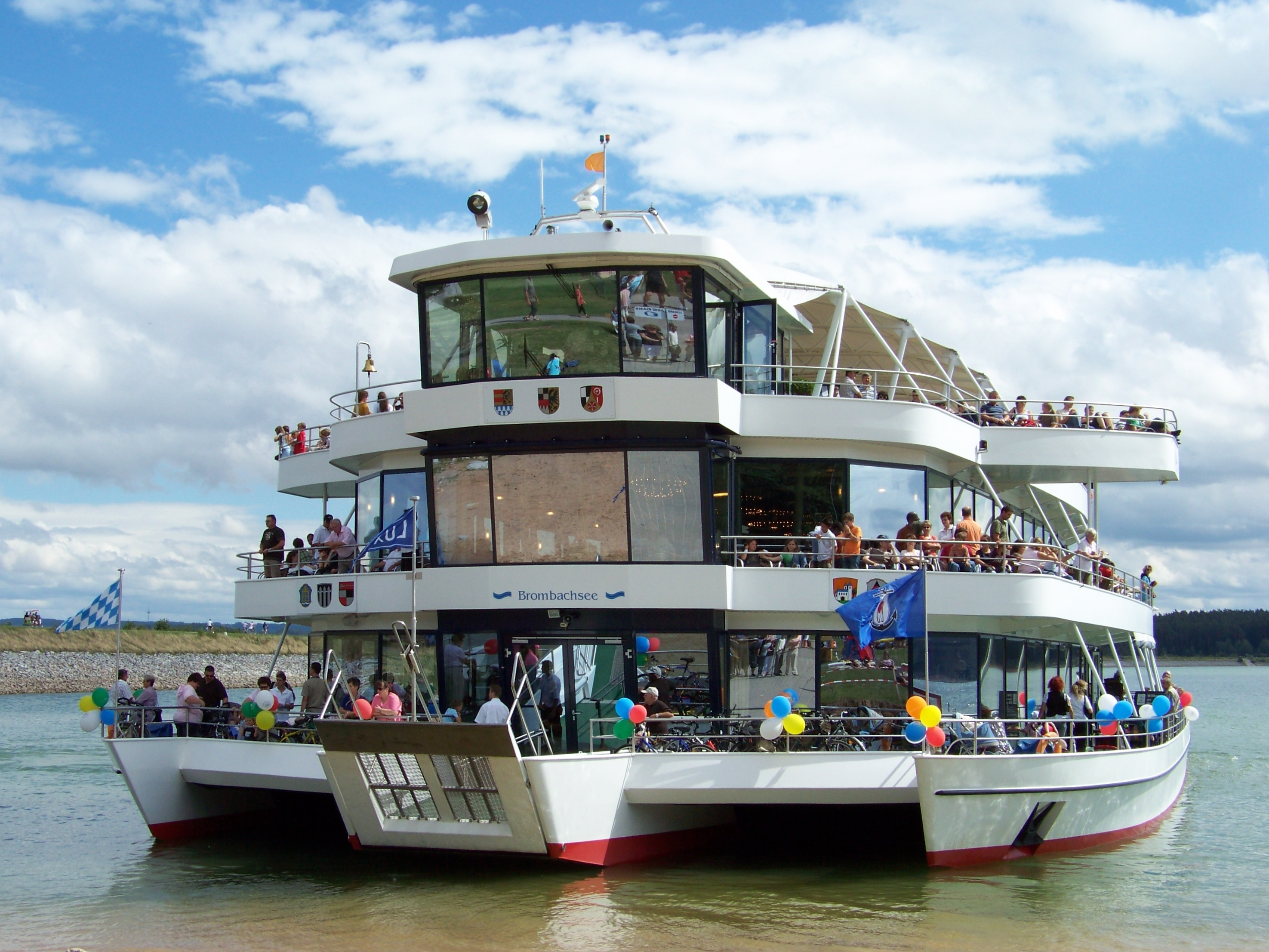
El MS Brombachsee, el trimarà de passatgers més gran d'Europa al Brombachsee de Baviera.

Per tal que un vaixell suri és necessari que el seu pes sigui més petit que el del pes de l'aigua que desplaça el seu buc (seguint el principi d'Arquimedes). Hi ha molts tipus de bucs i poden ser senzills o molt sofisticats com els dels velers de la Copa Amèrica de vela. La configuració més habitual és d'un sol buc (monobuc), però també existeixen els bucs dobles com en el cas dels catamarans o triples en el cas dels trimarans. Més de tres bucs és una configuració molt poc habitual, però alguns vaixells experimentals poden arribar a tenir-ne cinc. En els casos amb múltiples bucs, aquests s'acostumen a situar en paral·lel i units per braços rígids.
Al buc es poden diferenciar diferents parts: la proa és la part davantera, molts incorporen un bulb que en sobresurt, la quilla és a la part inferior del buc, la popa és la part posterior, molts tenen una superfície plana a popa coneguda com a espill o estampa. Alguns apèndixs habituals del buc són l'hèlix per a la propulsió, el timó per a les maniobres, o els estabilitzadors per disminuir els moviments laterals (de rotació). Altres característiques del casc poden estar relacionades amb l'activitat del vaixell, es poden citar les arts de pesca o el receptacle del sonar.

### Propulsió
El sistema més senzill és el rem, que utilitza la propulsió a partir de l'esforç físic humà, però a partir de certes dimensions cal combinar-lo altres mitjans. L'ús de la vela, que permet aprofitar la força del vent, es va descobrir fa cinc mil anys i va permetre una evolució que durant els darrers segles ha permès la construcció de màquines molt grans i complexes. A principis del segle xix es va desenvolupar la propulsió mecànica amb el descobriment de la màquina de vapor, que durant força temps va conviure amb la navegació a vela fins a imposar-se definitivament en un procés que fou paral·lel a la introducció del metall en la construcció dels bucs, cosa que permeté la construcció de vaixells més grans, sòlids i segurs. Les màquines de vapor van ser desplaçades per les turbines de vapor i els motors de combustió interna.

### Tecnologia a bord
L'equipament dels vaixells moderns ve estipulat pel conveni SOLAS, tractat internacional que regula els estàndards de seguretat. La primera versió d'aquest es va realitzar l'any 1914 com a resposta a l'enfonsament del transatlàntic RMS Titanic. Aquest text estipulava el nombre de bots salvavides i altra material i procediment de seguretat, incloent guàrdies contínues d'escolta radiofònica. La tecnologia principal de comunicació marítima és la ràdio VHF, utilitzada àmpliament des de principis del segle xx. Aquesta es fa servir tant per a comunicacions regulars com en casos d'emergència. Els estàndards i aparells utilitzats han anat evolucionat especialment cap a l'automatització en la transmissió de dades. Les ràdios VHF recents incorporen senyals digitals que envien el Número d'Identificació del Servei Mòbil Marítim que identifica cada estació de ràdio, ja sigui d'una embarcació, estació terrestre, ajuda de navegació o fins i tot radiobalises. El desenvolupament més recent en aquest sentit és el Sistema d'Identificació Automàtica (o AIS en anglès) que s'està implementant des del 2004. Aquest transmet informació sobre les embarcacions de forma automatitzada, amb l'objectiu d'evitar col·lisions i optimitzar el trànsit marítim.
Els vaixells moderns utilitzen múltiples sistemes electrònics de navegació i comunicacions per tal d'augmentar la seguretat i facilitar la navegació. Estan àmpliament difosos els sistemes de navegació per satèl·lit GPS, cartes de navegació digitals i múltiples sensors addicionals. Molts vaixells compten també amb comunicacions per satèl·lit que permeten connexió de veu i de dades amb internet i correu electrònic. Alguns exemples de sistemes de comunicació marítima per satèl·lit són el Cospas-Sarsat i el sistema Inmarsat C; el primer té una cobertura de tot el globus terrestre i el sistema Inmarsat-C té una cobertura de les latituds 70°N i 70°S, cosa que permet mantenir la comunicació durant les travesses. Aquests sistemes són components del GMSS (Sistema mundial de socors i seguretat marítima, SMSS). Un aspecte important d'aquests sistemes és que permeten la utilització de les radiobalises EPIR (són sistemes de localització de sinistres).

## Característiques
Un vaixell és una màquina complexa que combinant materials, tècniques constructives i el disseny de les formes adients, suri, pugui suportar a sobre un pes mínim sense bolcar, que tingui capacitat de govern i propulsió, i s'adapti al medi on hagi de ser emprat, ja sigui un riu, aigües interiors o mar obert.

### Parts d'un vaixell
- Castellatge
- Roda i codast
- Entrepont
- Carena
- Àncora
- Boia
- Mastelers
- Buc: cos del vaixell
  - Proa: Part del davant
  - Popa: Part del darrere

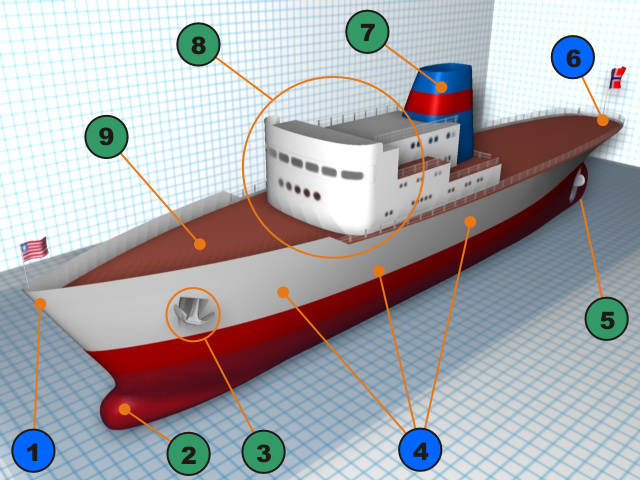
Parts bàsiques d'una embarcació. 1. Proa. 2. Bulb de proa. 3. Àncora. 4 Costat de Babord. 5. Hèlix. 6. Popa. 7. Xemeneia. 8. Superestructura. 9. Coberta.

  - Babord: Part esquerra mirant a proa
  - Estribord: Part dreta mirant a proa
  - Coberta